# Droga międzynarodowa E81 (Polska)
Droga międzynarodowa E81 – byłe oznaczenie drogi w latach 1962–1985, prowadzącej z Gdańska przez Nowy Dwór Gdański, Elbląg, Ostródę, Olsztynek, Glinojeck, Płońsk, Nowy Dwór Mazowiecki, Warszawę, Garwolin, Ryki, Kurów, Lublin, Piaski, Krasnystaw, Zamość i Tomaszów Lubelski do Hrebennego.
Droga E81 stanowiła bezpośrednie połączenie Trójmiasta ze stolicą oraz Lubelszczyzną. Kończyła się na granicy państwowej w Hrebennem, bez możliwości przekraczania jej (brak przejścia granicznego). Stanowiła część trasy europejskiej E81, której oficjalny przebieg był relacji Tczew – Malbork – Grudziądz – Warszawa – Lublin. Dalszy przebieg nie był ustalony, ponieważ ZSRR nie był sygnatariuszem umowy z 1950 r. regulującej przebieg i standard tras europejskich.
W 1975 roku zatwierdzono nowy system numeracji tras europejskich, który obowiązuje od lat 80. Następcą E81 zostały dwie trasy europejskie:
- E77 na odcinku Gdańsk – Warszawa
- oraz E372 z Warszawy przez Lublin do granicy polsko-ukraińskiej (dawniej polsko-radzieckiej).

W 1985 roku w Polsce dokonano reformy sieci drogowej, w wyniku której drogi przynależne do tras europejskich otrzymały nową numerację krajową, używane zamiennie z międzynarodowymi. Trasa E77 otrzymała numer 7, zaś E372 nr 17 – zasadniczo obowiązujące do dziś.

## Historyczny przebieg E81
- województwo gdańskie

- Gdańsk  36  E16 

- województwo elbląskie

- Nowy Dwór Gdański  173 
- Elbląg  51  /  T83 
- Pasłęk

- województwo olsztyńskie

- Ostróda  170   172 
- Olsztynek  22 
- Nidzica

- województwo ciechanowskie

- Mława
- Glinojeck  T14 
- Płońsk  113 
- Siedlin  T81 

- województwo warszawskie

- Zakroczym  107 
- Nowy Dwór Mazowiecki  20 
- Warszawa  15  E7   17  E8  E12   11   12  E12   13  E8   120   121 

odcinek Warszawa – Zakręt wspólny z 13 E8
- Zakręt  13  E8 
- Otwock

- województwo siedleckie

- Kołbiel  27 
- Garwolin
- Mazurki

- województwo lubelskie

- Ryki  167 
- Kurów  28  /  T12 

odcinek Kurów – Piaski wspólny z T12
- Lublin  24   26 
- Piaski  25  /  T12 

- województwo chełmskie

- Krasnystaw

- województwo zamojskie

- Zamość
- Tomaszów Lubelski
- Bełżec
- Hrebenne – granica z ZSRR, bez możliwości przekraczania (brak przejścia granicznego)

### Przebieg w Warszawie
- lata 60. i I połowa lat 70.[2][3]:

ul. Pułkowa – ul. Marymoncka – ul. J. Słowackiego – ul. Stołeczna – ul. Marchlewskiego
odcinek wspólny z drogą międzynarodową E8
al. Jerozolimskie – most Poniatowskiego – al. Poniatowskiego – ul. Waszyngtona  – ul. Grochowska – ul. Płowiecka – ul. Bronisława Czecha